# Harpalus cohni
Harpalus cohni är en skalbaggsart som beskrevs av Ball. Harpalus cohni ingår i släktet Harpalus och familjen jordlöpare. Inga underarter finns listade i Catalogue of Life.